# Bushmaster Firearms International
Bushmaster Firearms International — американская компания, специализирующаяся на производстве гражданского и военного оружия, как правило на основе линейки M4 / AR-15 под калибр 5,56×45 мм НАТО. В настоящее время является частью холдинга Freedom Group. Штаб-квартира компании располагается в городе Мэдисон, штат Северная Каролина. В январе 2008 года было объявлено, что Bushmaster купил лицензию у компании Magpul Industries на производство винтовок «Masada» под обозначением Bushmaster ACR.

## Продукция
- .450 Bushmaster
- Bushmaster ACR
- Bushmaster Arm Pistol
- Bushmaster BA50
- Bushmaster M17S
- Bushmaster XM-15
- Bushmaster M4
- Bushmaster MOE
- Carbon 15